# Агепста
Агепста (рус. Агепста; абх. Агаҧсҭа; груз. აგეფსთა) планина је у западном делу Великог Кавказа. Налази се на самој граници између Русије и Грузије, односно између Краснодарске покрајине и дефакто независне државе Абхазије. Њен највиши врх, који лежи на надморској висини од 3.256 метара, административно припада Сочинском градском округу, чија је уједно и највиша тачка.
Шумски појас се протеже до висине од 1700−1800 метара и у том појасу доминирају шуме кавкаске јеле и источне букве Fagus orientalis. Шумска зона овог дела Кавказа припада појасу широколисних и мешовитих шума умерених предела. Изнад шумске је зона алпијске тундре, док се на највишим врховима налази неколико мањих ледника. На том подручју свој ток започиње река Мзимта.